# Рентерия, Луис (футболист, 2005)
Луи́с Эдуа́рдо Рентери́я Родри́гес (исп. Luis Eduardo Rentería Rodríguez; род. 27 ноября 2005, Кали) — колумбийский футболист, защитник клуба «Индепендьенте Санта-Фе».

## Клубная карьера
Рентерия — воспитанник клуба «Индепендьенте Санта-Фе». 16 апреля 2024 года в матче против «Депортиво Перейра» он дебютировал в Кубке Мустанга.

## Международная карьера
В 2025 году в составе молодёжной сборной Колумбии Рентерия принял участие в молодёжном чемпионате Южной Америки в Венесуэле. На турнире он сыграл в матчах против команд Боливии, Бразилии и Аргентины.